# Суханівка (Кам'янський район)
Сухані́вка — село в Україні, П'ятихатській міській громаді Кам'янського району Дніпропетровської області.
Населення — 69 мешканців.

## Географія
Село Суханівка знаходиться в балці Суха за 2,5 км від села Виноградівка. По селу протікає висихний струмок з загатою.

## Населення

### Мова
Розподіл населення за рідною мовою за даними перепису 2001 року:
| Мова       | Відсоток |
| ---------- | -------- |
| українська | 94,2 %   |
| російська  | 5,8 %    |

## Інтернет-посилання
- Погода в селі Суханівка

1. ↑  Рідні мови в об'єднаних територіальних громадах України — Український центр суспільних даних